# Paralephana pyxinodes
Paralephana pyxinodes là một loài bướm đêm trong họ Noctuidae.